# Federación Boliviana de Fútbol
A Federación Boliviana de Fútbol é a entidade máxima do futebol na Bolívia. Fundada em 12 de setembro de 1925 é responsável pela organização de campeonatos de alcance nacional, como a Liga de Fútbol Profesional Boliviano. Também administra a Seleção Boliviana de Futebol e a Seleção Boliviana de Futebol Feminino. Sua atual sede fica na cidade de Cochabamba e foi inaugurada em 1994.
Em 2005, o título da Recopa Sul-Americana de Clubes de 1970, vencido pelo Mariscal Santa Cruz, foi reconhecido pela Conmebol, contabilizando pontos para o ranking sul-americano de clubes. Único título internacional oficial de um time boliviano.

## Títulos da Federação
- Copa América: 1963
- Campeonato Sulamericano Sub-16 (depois Sub-17): 1986 (Conquistado na cidade de Lima, Peru).

## Copa do Mundo
A Bolívia já participou de três Copas do Mundo, sendo 1930 e 1950 como convidada e 1994 após se classificar nas eliminatórias sulamericanas.

## Copa do Mundo de Futebol Feminino
Participou quatro vezes das eliminatórias sul-americanas sem se classificar para nenhuma copa.